# ایران در پارالمپیک تابستانی ۱۹۹۲
ایران در بازی‌های پارالمپیک تابستانی ۱۹۹۲ که در بارسلونا اسپانیا برگزار شد با ۲۹ ورزشکار در سه رشته ورزشی شرکت نمود و با تصاحب ۴ نشان موفق به کسب رتبه سی‌وهفتم در جدول نشان‌ها شد.

## رشته‌ها و تعداد شرکت‌کنندگان
| رشته ورزشی    | مردان | زنان | مجموع |
| ------------- | ----- | ---- | ----- |
| دو و میدانی   | ۱۴    |      | ۱۴    |
| تنیس روی میز  |       | ۴    | ۴     |
| والیبال نشسته | ۱۱    |      | ۱۱    |
| مجموع         | ۲۵    | ۴    | ۲۹    |

## نشان‌ها

### جدول نشان‌ها
| رشته ورزشی    | طلا | نقره | برنز | مجموع |
| دو و میدانی   |     | ۲    | ۱    | ۳     |
| والیبال نشسته | ۱   |      |      | ۱     |
| مجموع         | ۱   | ۲    | ۱    | ۴     |

### نشان‌آوران
| نشان | نام | رشته ورزشی    | رویداد                |
| ---- | --- | ------------- | --------------------- |
| طلا  | غلام اخوان احمد شیوانی هادی رضایی پرویز فیروزی حسن هاشمی علی‌اکبر صلواتیان حسن محمدی علی گلکار مجید سلیمانی علی کشفیا حسن زنده‌گرد | والیبال نشسته | مردان                 |
| نقره | حسین آقابرقچی | دو و میدانی   | پرتاب وزنه مردان C۶   |
| نقره | آواز آزموده | دو و میدانی   | پرتاب نیزه مردان THW۴ |
| برنز | حسین آقابرقچی | دو و میدانی   | پرتاب دیسک مردان C۷   |